# カンピオナート・イタリアーノ・ディ・フットボール 1898
カンピオナート・イタリアーノ・ディ・フットボール 1898は、1898年5月8日にトリノで開催された1回目のイタリアサッカー選手権である。

## 概要

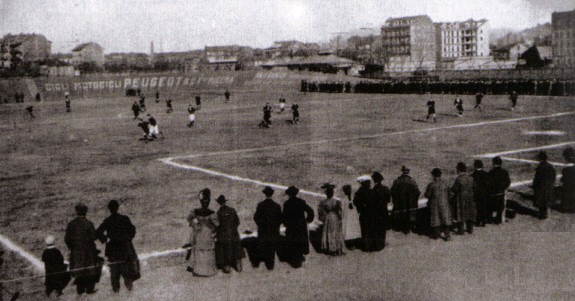
1898年のイタリアサッカー選手権の風景

ジェノアとトリネーゼ、インテルナツィオナーレ・トリノ、ソシエタ・ジンナスティカ・トリノの4チームが参加した。
午前中に準決勝、午後に決勝戦が行われた。記念すべき最初の試合はインテルナツィオナーレ・トリノとトリネーゼのトリノ・ダービーで、インテルナツィオナーレ・トリノが1-0で勝利した。2試合目はソシエタ・ジンナスティカ・トリノとジェノアが対戦し、ジェノアが2-1で勝利した。決勝はジェノアがインテルナツィオナーレ・トリノに2-1（延長戦）で勝利し、イタリアサッカー史上初のスクデットを獲得した。
当時のマスコミの関心は薄く、ほとんどのイタリア人は大会結果を知らなかったとされる。

## 参加クラブ
| チーム名                         | 所在地     |
| -------------------------------- | ---------- |
| ジェノア                         | ジェノヴァ |
| トリネーゼ                       | トリノ     |
| インテルナツィオナーレ・トリノ   | トリノ     |
| ソシエタ・ジンナスティカ・トリノ | トリノ     |

## 試合結果
出典

### 準決勝
第1試合は9:00、第2試合は11:00に開始された。第1試合の観客数は約50人。
| チーム #1                        | スコア | チーム #2  |
| -------------------------------- | ------ | ---------- |
| インテルナツィオナーレ・トリノ   | 1-0    | トリネーゼ |
| ソシエタ・ジンナスティカ・トリノ | 1-2    | ジェノア   |

### 決勝
決勝は15:00に開始された。観客数は約100人。
| チーム #1                      | スコア         | チーム #2 |
| ------------------------------ | -------------- | --------- |
| インテルナツィオナーレ・トリノ | 1-2 （延長戦） | ジェノア  |

### 優勝
| カンピオナート・イタリアーノ・ディ・フットボール 1898 優勝 |
| ---------------------------------------------------------- |
| ジェノアCFC 1回目                                          |
|                                                            |